# Thunderbirds (patrouille)
Pour les articles homonymes, voir Thunderbird.

Emblème des Thunderbirds

Les Thunderbirds sont la patrouille acrobatique de l'US Air Force. Cette formation a été créée en juin 1953 et vole actuellement sur F-16 Fighting Falcon. Leur programme de présentation se fait avec six avions et dure près d'une heure.
Ils sont invités à défiler le 14 juillet 2017 à Paris aux côtés de la Patrouille de France.

## Avions utilisés
- Republic F-84G Thunderjet (1953-1954)
- Republic F-84F Thunderstreak (1954-1956)
- North American F-100C Super Sabre (1956-1963)
- Republic F-105B Thunderchief (1964, pour seulement six représentations)
- North American F-100D Super Sabre (1964-1968)
- McDonnell F-4E Phantom II (1969-1973)
- Northrop T-38 Talon (1974-1982), retiré après le crash de quatre avions lors d'un entrainement en janvier 1982.
- General Dynamics F-16A/B Fighting Falcon (1983-1991)
- Lockheed Martin F-16C/D Fighting Falcon (depuis 1992)

## Galerie de photographies

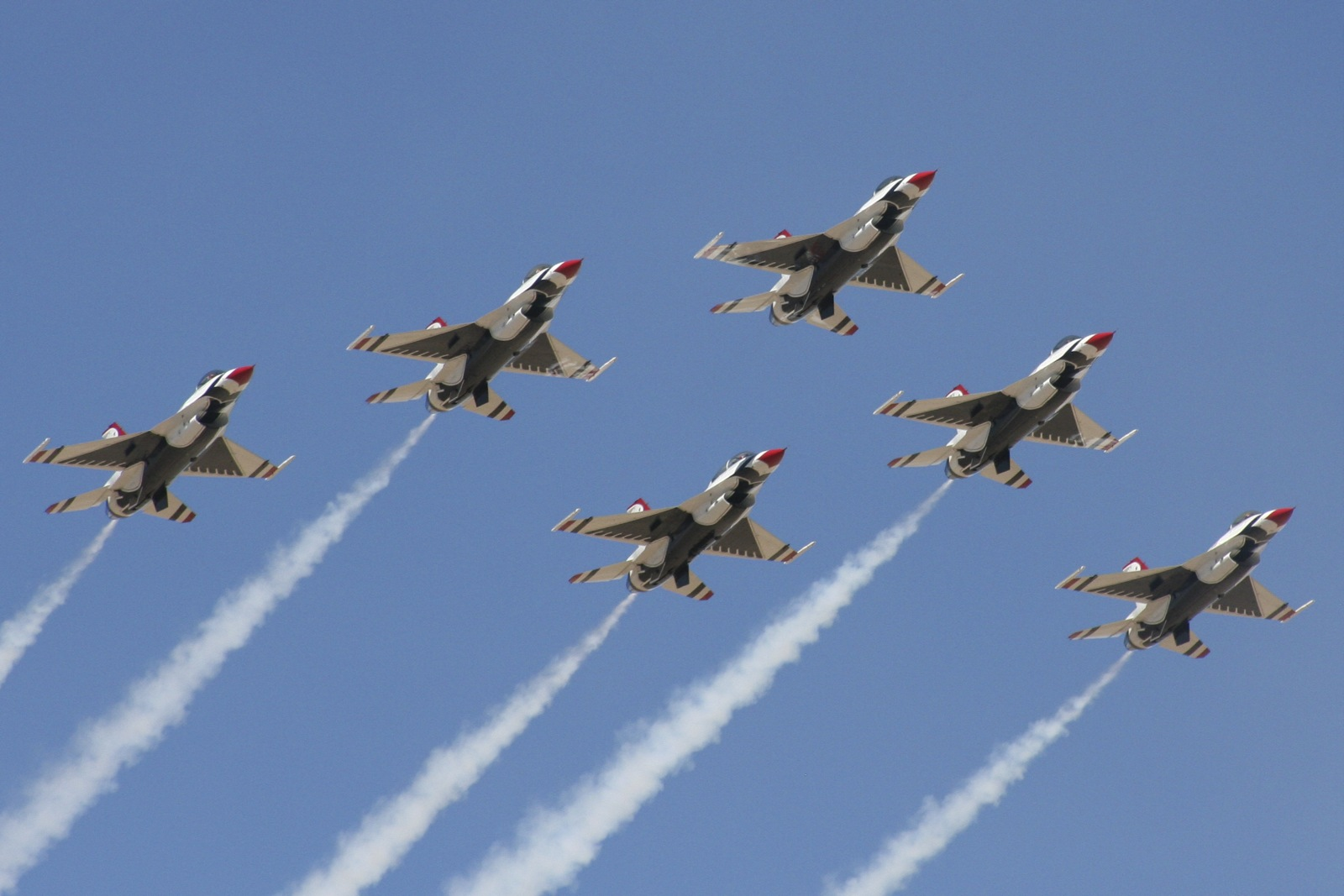
Les Thunderbirds en 2006 sur F-16
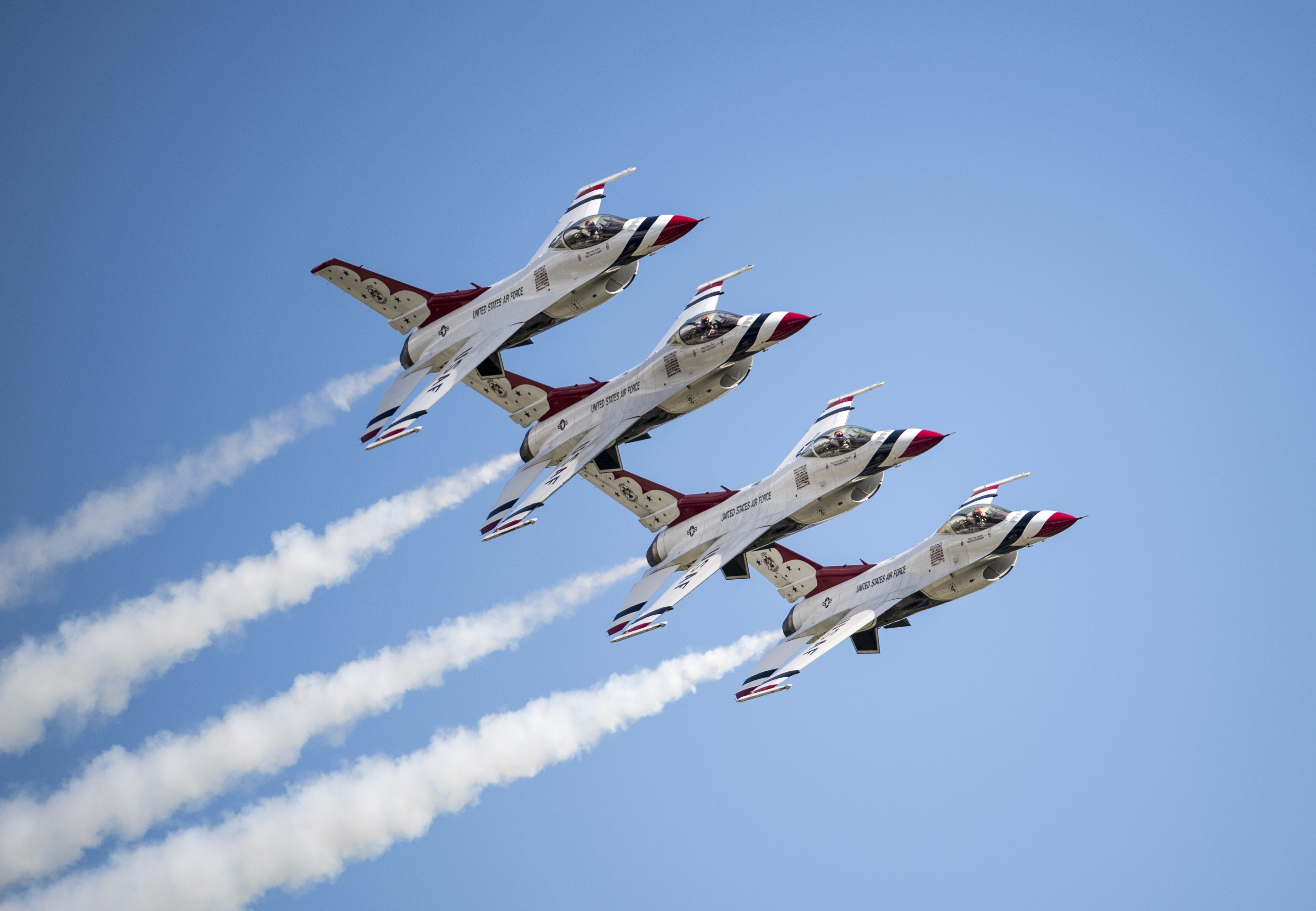
Au Pittsburg air show, mai 2017
Pilote des Thunderbirds utilisant son siège éjectable une seconde avant impact au sol, septembre 2003

## Personnalités liés
- Nicole Malachowski, première femme pilote dans la patrouille.